# Diaphorapteryx hawkinsi
Diaphorapteryx hawkinsi je vyhynulý druh nelétavého velkého ptáka z čeledi chřástalovitých, který se vyskytoval na Chathamských ostrovech. K jeho vymření došlo následkem lovu i predace invazivními savci. Vyhynul počátkem 19. století nebo dříve. 

## Systematika
Počátky prvního vědeckého popisu druhu sahají do roku 1892, kdy skotský badatel Henry Ogg Forbes obdržel řadu kostí spolu s dobře zachovanou lebkou pocházející z Chathamských ostrovů, které mu zaslal William Hawkins. Forbes lebku rozpoznal jako pozůstatek dnes již vyhynulého druhu chřástalovitého ptáka, kterého v jednovětném telegramu pod názvem Aphanapteryx hawkinsi popsal v časopise Nature. Druhový název byl zvolen na počest Hawkinse. Forbes nový druh zařadil do rodu k vyhynulému chřástalu rezavému (Aphanapteryx bonasia) z ostrova Mauricius. Forbes navrhl, že mezi Mauriciem a Chathamskými ostrovy kdysi existoval pevninský most coby součást hypotetického ztraceného kontinentu „Antipodea“. Forbes se téhož roku osobně vydal na Chathamské ostrovy, kde se věnoval sběru dalších fosilií.
Ještě v roce 1892 Forbes na radu Edwarda Newtona přesunul Aphanapteryx hawkinsi do samostatného rodu Diaphorapteryx. Později však změnil názor a druh vrátil zpět do rodu Aphanapteryx. Mezi lety 1894 a 1895 dánský sběratel Sigvard Jacob Dannefaerd ve službách finančníka a zoologa Waltera Rothschilda nashromáždil několik tisíc kostí D. hawkinsi, které nalezl na Chathamských ostrovech. Již v roce 1896 britský paleontolog Charles William Andrews kritizoval myšlenku, že by mezi Mauriciem a Chathamskými ostrovy existoval pevninský most. Andrews argumentoval tím, že kromě údajné příbuzné dvojice zmíněných chřástalů tyto ostrovy nemají žádnou společnou faunu. Morfologickou příbuznost chřástala rezavého s Diaphorapteryx hawkinsi zdůvodňoval jako důsledek paralelní evoluce.
Podle genetické studie z roku 2014 byl nejbližším příbuzným D. hawkinsi chřástal halmaherský (Habroptila wallacii), endemit moluckého ostrova Halmahera. Jejich poslední společný předek žil přibližně před 10 miliony lety. Tyto dva druhy utváří sesterský klad k rodu Gallirallus.

## Popis a ekologie
D. hawkinsi byl velký, na zemi žijící pták s délkou těla kolem 42 cm a váhou kolem 2 kg. Disponoval mohutným, dlouhým, mírně ohnutým zobákem dlouhým kolem 10 cm. Zobák samců byl přibližně o 2 cm delší než zobák samic. Křídla byla velmi malá a neumožňovala let. Opeření i zobák byly hnědočervené. Nohy byly velmi silné a prsty dlouhé, což bylo přizpůsobení pro pozemní život. Je možné, že silné nohy byly adaptací na běh a dlouhé prsty sloužily na hrabání v zemině. D. hawkinsi pravděpodobně zaujímal podobnou ekologickou niku na Chathamských ostrovech jako chřástal weka na novozélandské pevnině. Živil se asi všežravě a potravu pravděpodobně získával v pozemních koloniích trubkonosých ptáků, které bývaly na Chathamských ostrovech početně obydleny.
Kosterní pozůstatky byly nalezeny na ostrově Chatham i na Pittově ostrově, což jsou největší ostrovy Chathamského souostroví. Vysoká četnost nálezů naznačuje, že se jednalo o hojně se vyskytující ptáky. D. hawkinsi nikdy nebyl zaznamenán evropskými osadníky a nedochovala se žádná kožka, pouze kostry.

Vybraná dobová vyobrazení
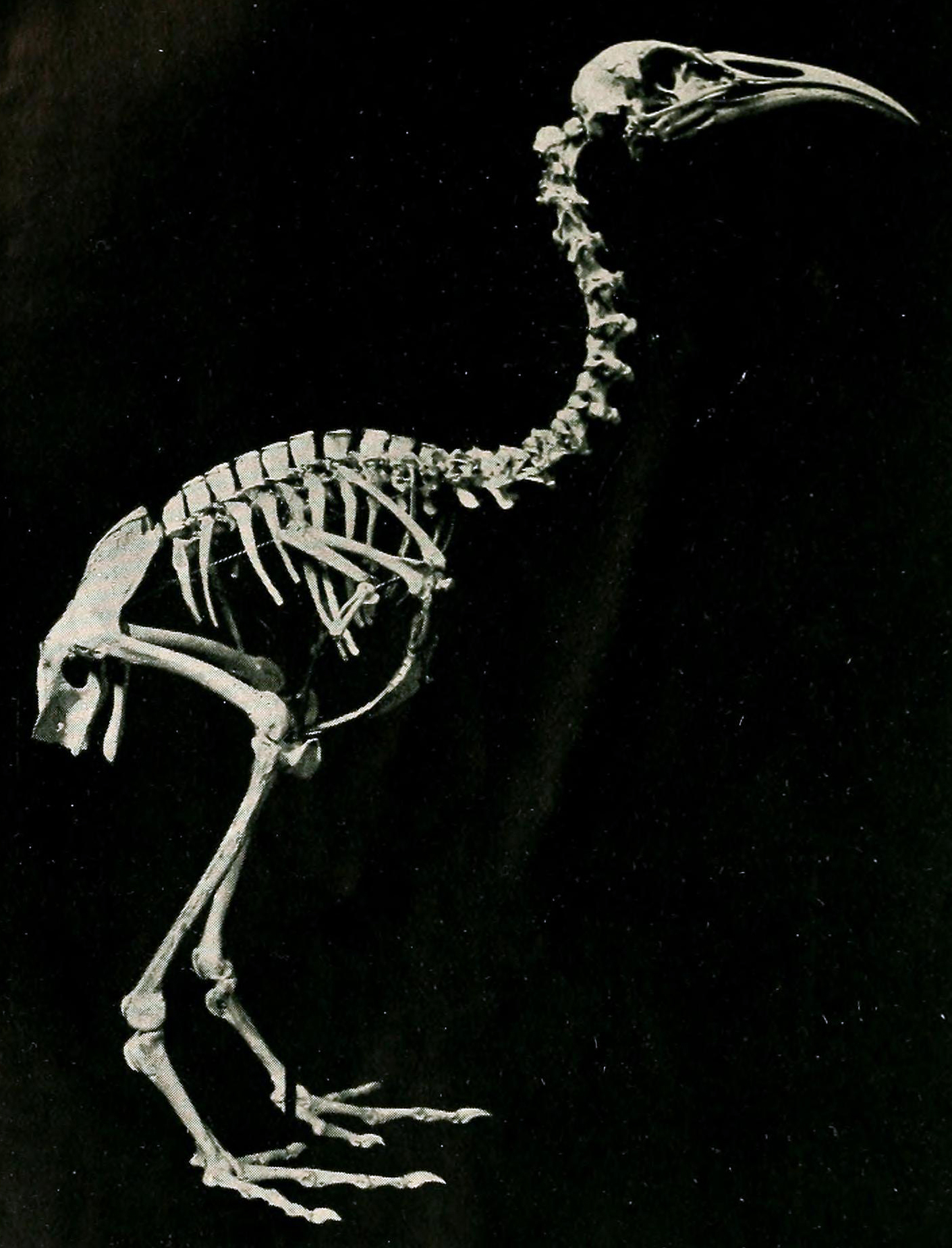
Kostra
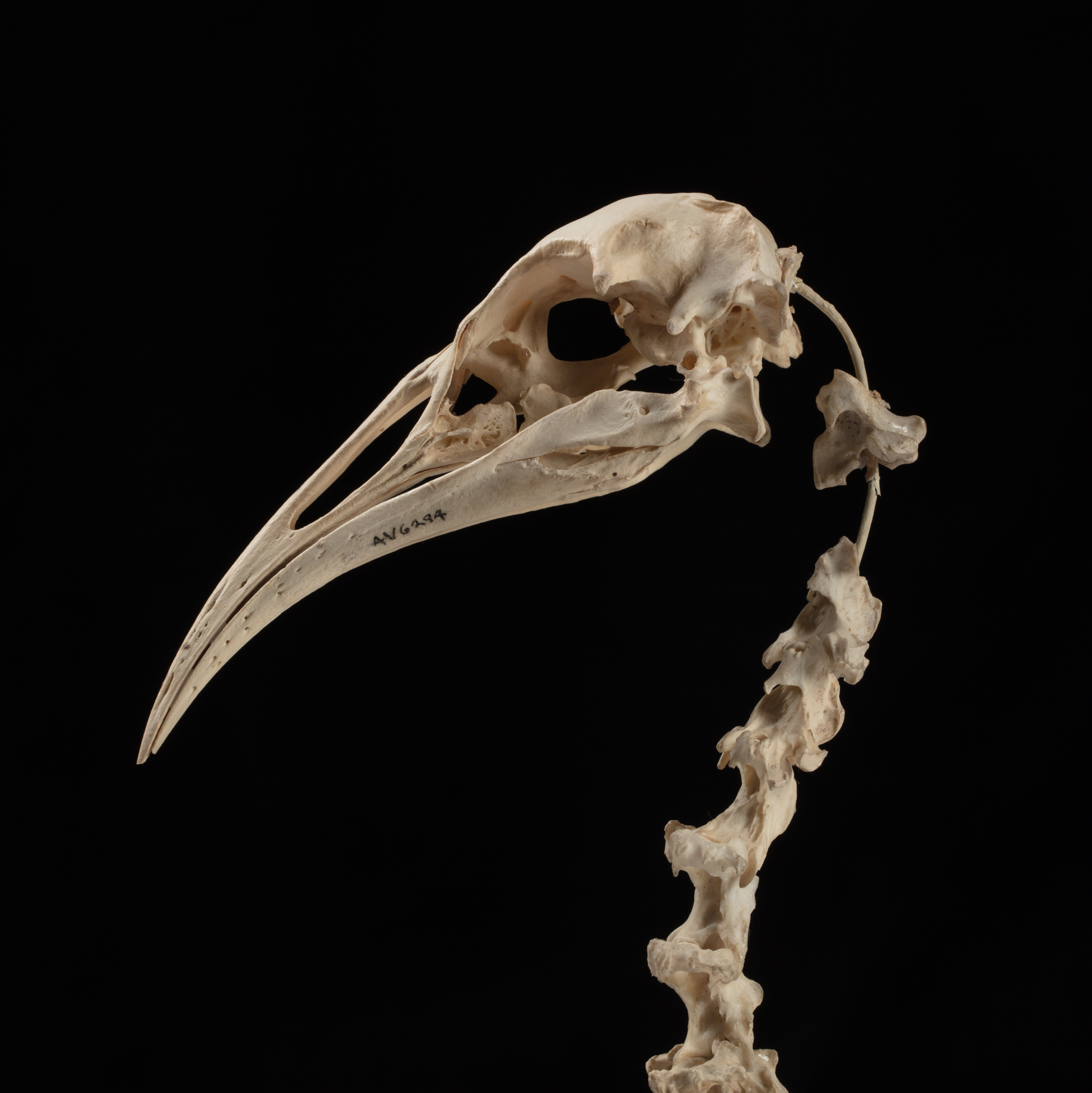
Detail lebky
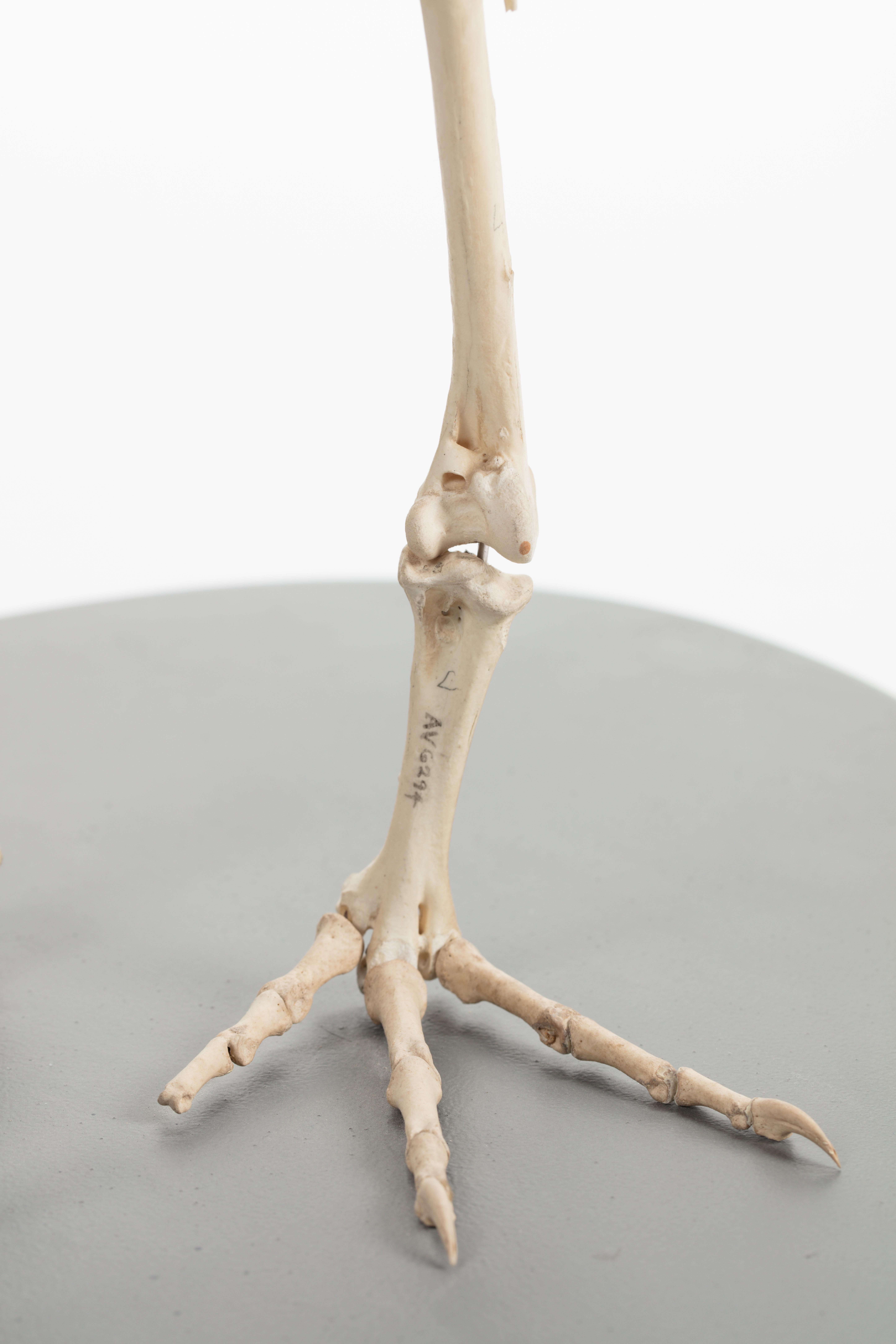
Noha

## Vyhynutí
Velká část nálezů kostí D. hawkinsi pochází ze sídlišť Moriorů, původních obyvatel Chathamských ostrovů. Podle vyprávění místních se D. hawkinsi lovili většinou v místech jejich hřadovišť, kde bylo možné nalézt několik ptáků natěsnaných vedle sebe. Podél lesních stezek vedoucích k hřadovištím byly odstraněny všechny větvičky, které by mohly při našlápnutí vydávat hluk. Lovci poté pochytali D. hawkinsi za krky a svázali dohromady. K vyhynutí D. hawkinsi došlo pravděpodobně následkem kombinace lovu a predace invazivními druhy savců, jako byli potkan, krysa ostrovní, kočky, psi a prasata. Druh vyhynul patrně počátkem 19. století, možná již dříve.